# Komödianten (film, 1925)
Pour plus de détails, voir Fiche technique et Distribution.
Komödianten (en français Les Comédiens) est un film allemand réalisé par Karl Grune, sorti en 1925.

## Synopsis
Axel Swinborne est une célèbre star de la scène. Bien que très demandé, il souhaite désormais se détendre et prend le train des vacances. Il se penche par la fenêtre à toute vitesse et un grave accident se produit : sa veste s'emmêle sur la poignée de la fenêtre si bien que la force d'aspiration le jette par la fenêtre. Lorsque l'artiste blessé est retrouvé, on pense tout de suite à une tentative de suicide. On amène Swinborne dans une auberge. Il est soigné par la jeune Lydia. Lydia est aussi actrice en amatrice dans une troupe avec laquelle elle fait des tournées. Mais le public est surtout des hommes bourrus et ivres. Parfois ils jettent des œufs sur la troupe, parfois ils agressent et pelotent Lydia. Dans ces moments, du point de vue de Lydia, les hommes se transforment réellement en porcs.
Swinborne, encore un peu dérangé par sa curieuse chute, croit le lendemain qu'en tant que comédien, il est avec d'autres comédiens. Lorsque le gros chef de la troupe amateur reconnaît Swinborne, il a immédiatement une idée splendide : annoncer Swinborne dans leur prochaine représentation. Par gratitude, Axel se montre même prêt à donner un coup de main aux amateurs enthousiastes et accepte de participer à la pièce. Swinborne pense que Lydia a beaucoup de talent et lui propose de faire tout ce qu'elle peut faire en tant qu'artiste de théâtre, cette fois sur une base beaucoup plus professionnelle. Axel négocie une « indemnité de transfert » avec le directeur du théâtre.
Quelque temps plus tard. Lydia est devenue une actrice de théâtre bien connue. Elle est courtisée par un véritable prince qui vient régulièrement à ses représentations. Swinborne se sent aussi très proche d'elle au-delà du purement professionnel, il veut désespérément que Lydia soit sa femme et, bien que beaucoup plus âgée qu'elle, lui propose de se marier. Lydia dit oui, mais seulement pour montrer sa gratitude à son mentor. Cependant, le prince n'est pas prêt à abandonner si vite et en fait une compétition. Alors que les trois protagonistes se rencontrent, le monocle de Swinborne tombe sous la table. Le prince et Lydia en profitent pour s'embrasser secrètement sous la table. Faisant croire qu'il a pris un train pour une représentation, Swinborne utilise des jumelles pour repérer Lydia et le prince roucouler sur le balcon de sa maison. Maintenant, il se rend compte que sa femme le trompe ouvertement. Axel se dépêche et les surprend tous les deux en flagrant délit. L'artiste vieillissant serre les poings, car il bouillonne de colère et de jalousie. Mais rien ne se passe encore.
Quelques jours plus tard, Swinborne, le mari trahi, a échangé les cartouches à blanc dans un revolver contre de vraies munitions lors de la prochaine représentation théâtrale. Avant son apparition, il se croise, prononce son texte (« Tu paieras ta trahison de ta vie ») et tire sur sa partenaire de scène, sa femme Lydia. Elle n'est que légèrement blessée, mais Swinborne doit payer son acte de jalousie avec une peine de prison. Lydia a une conscience coupable, mais elle soupçonne que la réaction d'Axel est à cause de sa liaison avec le prince. Elle demande à son amant de rendre visite à Swinborne en prison. Le noble se présente, mais Swinborne refuse d'échanger un mot avec lui.
Un certain temps s'écoule avant que Swinborne ne soit libéré. Le vieil artiste a regretté son acte, le temps passé derrière les barreaux fut visiblement difficile pour lui. Le prince et Lydia, qui entretemps a obtenu le divorce, se sont mariés. Comme cadeau de mariage, le prince a offert à Lydia une statue grandeur nature d'elle-même dans le costume de l'un de ses rôles de théâtre. Elle est présentée dans un parc. Un jour, les anciens collègues de la compagnie de théâtre de Lydia viennent dans la ville. Swinborne les rejoint, mais le déclin de Swinborne est évident : maintenant l'acteur autrefois célèbre  n'est autorisé qu'à vendre des billets pour les spectacles. Quand Axel Swinborne se promène dans le parc, il s'arrête devant la sculpture de Lydia. Dans son imagination, elle prend vie, et à nouveau il est sur scène avec elle et le public applaudit.

## Fiche technique
- Titre original : Komödianten
- Réalisation : Karl Grune
- Scénario : Felix Salten[1]
- Musique : Willy Schmidt-Gentner
- Direction artistique : Karl Görge, Erich Zander (de)
- Costumes : Ali Hubert (de)
- Photographie : Karl Hasselmann
- Production : Willy Lehmann
- Société de production : Stern-Film[1]
- Société de distribution : Landlicht-Filmverleih
- Pays d'origine : Allemagne  République de Weimar
- Langue : Allemand
- Format : Noir et blanc - 1,33:1 - 35 mm
- Genre : Drame
- Durée : 87 minutes
- Dates de sortie :
  - Allemagne  République de Weimar : 23 février 1925.
  -  Pays-Bas : 23 avril 1925.
  -  Finlande : 17 août 1925.
  -  Royaume-Uni : 17 octobre 1927.

## Distribution
- Lya de Putti : Lydia
- Eugen Klöpfer : Axel Swinborne
- Owen Gorin : Le prince
- Hermann Picha : Le costumier
- Ferry Sikla : Le directeur de la troupe amatrice
- Viktor Schwanneke : Le directeur du théâtre professionnel
- Jaro Fürth (de) : Le régisseur
- Fritz Rasp : L'amant adolescent
- Fritz Kampers : le premier héros
- Margarete Kupfer : l'épouse du directeur du théâtre professionnel
- Adolf Edgar Licho : l'interprète du personnage.

## Source de traduction
- (de) Cet article est partiellement ou en totalité issu de l’article de Wikipédia en allemand intitulé « Komödianten (1925) » (voir la liste des auteurs).